# Maylandia heteropicta
Maylandia heteropicta és una espècie de peix de la família dels cíclids i de l'ordre dels perciformes.

## Descripció
Fa 8,6 cm de llargària màxima.

## Alimentació
Menja plàncton i, els mascles, els microorganismes adherits a les roques. El seu nivell tròfic és de 2,53.

## Hàbitat i distribució geogràfica
És un peix d'aigua dolça, demersal i de clima tropical (24 °C-26 °C; 13°S-15°S), el qual viu a l'Àfrica oriental: és un endemisme de l'illa Chizumulu al llac Malawi (Malawi).

## Estat de conservació
Les seues principals amenaces són la sedimentació, la pesca de subsistència i les captures amb destinació al comerç de peixos d'aquari.

## Observacions
És inofensiu per als humans i forma part del comerç de peixos ornamentals.